# José Calderón
José Manuel Calderón Borrallo (Villanueva de la Serena, Badajoz, 28. rujna 1981.) španjolski je profesionalni košarkaš. Igra na poziciji razigravača, a trenutačno je član NBA momčadi Toronto Raptorsa.

## Karijera

### Europa
Calderón je svojih prvih šest sezona proveo igrajući u Europi. U španjolskoj ACB ligi debitirao je u dresu CB Lucentum Alicantea. Sezonu 2001./02. proveo je u Fuenlabradi, ali kada je vidio da zbog smanjene minutaže neće dobiti toliko prilika za igru, seli se u Tau Cerámicu. Calderón je tada bio zamjena za bivšeg NBA igrača Elmera Bennetta, koji je većinu sezone bio startni razigravač kluba. S TAU je osvojio španjolski Kup Kralja 2005., a iste godine predvodio klub do finala Final-Foura Eurolige. 

### NBA

#### Rookie sezona
Calderón je otišao u NBA kada je na nagovor bivšeg generalnog menadžera Raptorsa Roba Babcocka potpisao za momčad Toronto Raptorsa.Poznat kao talentirani razigravač, Calderón se tijekom svoje prve sezone mučio sa šutom. Na kraju sezone 2005./06., Calderón je završio treći u poretku od svih novaka po broju asistencija po utakmici (4.5). Tijekom cijele sezone odigrao je 65 utakmica, a u početnoj petorci započeo je njih 11. U prosjeku je postizao 5.5 poena, 2.2 skoka i 4.5 asistencija po utakmici. 

#### Sezona 2006./07.
Tijekom cijele sezone 2006./07., Calderón je proveo kao zamjena za prvog razigravača T. J. Forda. Regularni dio sezone je završio u prosjeku od 8.8 poena i 5.1 asistenciju po utakmici. Zajedno je s klubom stigao do prvog divizijskog naslova u povijesti franšize. U doigravanju je Calderón igrao u svim utakmicama prvog kruga protiv New Jersey Netsa, međutim Raptorsi su u seriji poraženi 4-2. Calderón je tijekom svog prvog doigravanja bio na prosjeku od 13 poena i 5.5 asistencije po utakmici. 

#### Sezona 2007./08.
Toronto je i u ovoj sezoni nastavio s tandemom razigravača Calderón - T. J. Ford. Ford je prpustio nekoliko utakmica tijekom studenog i prosinca, a Španjolac je preuzeo glavnu ulogu razigravača Raptorsa. U tri utakmice protiv Memphis Grizzliesa, Cleveland Cavaliersa i Chicago Bullsa, Calderón je sakupio 37 asistencija i izgubio samo tri lopte. Postao je tek šesti igrač u povijesti NBA lige koji iz igre šutirao najmanje 50%, za tricu 40% i 90% s linije slobodnih bacanja. Sredinom sezone bio je u užem izboru igrača koji bi mogli u slučaju ozljeda pozvanih igrača na All-Star utakmicu, uskočiti umjesto njih. Nakon što se je Ford vratio u momčad, Calderón je zadržao mjesto u startnoj petorci. Ford se je nakratko složio igrati drugog playa momčadi, no kasnije je postao frustiran što nije uspio povratiti svoje mjesto u startnoj petorci. Calderón je čak i pitao trenersko osoblje kluba da se žrtvuje za momčad i da Ford umjesto njega igra od početka, međutim to je dovelo do sve većeg broja njegovih obožavatelja među navijačima. Na kraju regularnog dijela sezone, Calderón je bio peti najbolji asistent lige i zajedno je s Fordom ukupno u doigravanju postizao 23.4 poena i 13.6 asistencija. S obzirom na to da mu je na kraju sezone istjecao ugovor, Raptorsi su se morali odlučiti ili zamijeniti Forda, pritom zadržati Calderóna i oko njega graditi igru, ili pustiti ga neku drugu NBA momčad.

#### Sezona 2008./09.
9. srpnja 2008., Calderón je potpisao novi višegodišnji ugovor s Raptorsima. Ford je razmjenom igrača napustio Raptorse i postao članom Indiana Pacersa. U isto vrijeme Jermaine O'Neal stigao je u Raptorse i zajedno s Chrisom Boshem trebao činiti udarni tandem momčadi. Međutim, već nakon 17 odigranih utakmica otkaz je dobio trener Sam Mitchell. Na kraju 2008., Raptorsi su imali omjer 12-20, a Calderón je se ozljedio zbog čega je mjesec dana proveo izvan parketa. Kada se vratio u momčad, pomogao je Raptorsima prekinuti niz od sedam uzastopnih poraza protiv Chicago Bullsa. U toj utakmici je zabilježio 23 poena (šut iz igre 9/10) i 10 asistencija. 
Nedugo nakon toga ušao je u povijest kao drugi najbolji izvođač slobodnih bacanja u povijesti NBA lige. U utakmici protiv Milwaukeeja, njegova serija je stala na 87 uzastopnih pogođenih slobodnih bacanja. 13. ožujka 2009., postao je igrač najvišim brojem asistencija u povijesti franžize Toronto Raptorsa, pretekavši njegovog bivšeg suigrača Alvina Williamsa. Toronto je sezonu zavšio s omjerom 33-49, a Španjolac bio najbolji asistent Istočne konferencije. 

## Španjolska reprezentacija
Calderón je član španjolske košarkaške reprezentacije. S reprezentacijom je na Svjetskom prvenstvu u SAD-u 2000. završio na petom mjestu, a godinu dana kasnije s njome na Europskom prvenstvu u Švedskoj 2003. osvojio srebrnu medalju. Prije početka Olimpijskih igara u Ateni 2004. imenovan je kapetanom momčadi. S reprezentacijom je još osvojio srebrnu medalju na Europskom prvenstvu u Španjolskoj 2007., zlatnu medalju na Svjetskom prvenstvu u Japanu 2006. i još jednu srebrno odličje na Olimpijskim igrama u Pekingu 2008. godine. U Pekingu je u prosjeku postizao 7.3 poena po utakmici. 

## NBA statistika

#### Regularni dio
| Godina    | Klub    | Odig. uta. | Uta. poč. | Min. | 2P%  | 3P%  | Sl. bac.% | Skok. | Asist. | Ukr. lop. | Blok. | Poena |
| --------- | ------- | ---------- | --------- | ---- | ---- | ---- | --------- | ----- | ------ | --------- | ----- | ----- |
| 2005./06. | Toronto | 64         | 11        | 23.2 | .423 | .163 | .848      | 2.2   | 4.5    | .7        | .1    | 5.5   |
| 2006./07. | Toronto | 77         | 11        | 21.0 | .521 | .333 | .818      | 1.7   | 5.0    | .8        | .1    | 8.7   |
| 2007./08. | Toronto | 82         | 56        | 30.3 | .519 | .429 | .908      | 2.9   | 8.3    | 1.1       | .1    | 11.2  |
| 2008./09. | Toronto | 68         | 68        | 34.3 | .497 | .406 | .981      | 2.9   | 8.9    | 1.1       | .1    | 12.8  |
| Ukupno    |         | 291        | 146       | 27.2 | .499 | .383 | .894      | 2.4   | 6.7    | .9        | .0    | 9.7   |

#### Doigravanje
| Godina    | Klub    | Odig. uta. | Uta. poč. | Min. | 2P%  | 3P%  | Sl. bac.% | Skok. | Asist. | Ukr. lop. | Blok. | Poena |
| --------- | ------- | ---------- | --------- | ---- | ---- | ---- | --------- | ----- | ------ | --------- | ----- | ----- |
| 2006./07. | Toronto | 6          | 1         | 24.3 | .507 | .250 | .833      | 1.7   | 5.3    | .8        | .0    | 13.0  |
| 2007./08. | Toronto | 5          | 0         | 24.0 | .440 | .476 | 1.000     | 3.6   | 7.0    | .2        | .0    | 11.8  |
| Ukupno    |         | 11         | 1         | 24.1 | .479 | .394 | .909      | 2.5   | 6.1    | .6        | .0    | 12.5  |

## Vanjske poveznice
- Službena stranica
- Profil na ESPN.com
- Profil na NBA.com
- Profil  Arhivirana inačica izvorne stranice od 23. svibnja 2009. (Wayback Machine) na SI.com
- Profil na Yahoo Sports
- Profil na Euroleague.net
- Profil[neaktivna poveznica] na Basketpedya.com